# Grand Prix Argentyny 1995
Grand Prix Argentyny 1995 (oryg. Gran Premio Marlboro de la Republica Argentina) – druga runda Mistrzostw Świata Formuły 1 w sezonie 1995, która odbyła się 9 kwietnia 1995, po raz 17. na torze Autódromo Oscar Alfredo Gálvez.
18. Grand Prix Argentyny, 17. zaliczane do Mistrzostw Świata Formuły 1.

## Wyniki

### Kwalifikacje
| P  | Nr | Kierowca               | Konstruktor(-silnik) | Opony | Czas     | Odstęp   | Strata   |
| -- | -- | ---------------------- | -------------------- | ----- | -------- | -------- | -------- |
| 1  | 6  | David Coulthard        | Williams-Renault     | G     | 1:53.241 | -        | -        |
| 2  | 5  | Damon Hill             | Williams-Renault     | G     | 1:54.057 | 0:00.816 | 0:00.816 |
| 3  | 1  | Michael Schumacher     | Benetton-Renault     | G     | 1:54.272 | 0:00.215 | 0:01.031 |
| 4  | 15 | Eddie Irvine           | Jordan-Peugeot       | G     | 1:54.381 | 0:00.109 | 0:01.140 |
| 5  | 8  | Mika Häkkinen          | McLaren-Mercedes     | G     | 1:54.529 | 0:00.148 | 0:01.288 |
| 6  | 27 | Jean Alesi             | Ferrari              | G     | 1:54.637 | 0:00.108 | 0:01.396 |
| 7  | 4  | Mika Salo              | Tyrrell-Yamaha       | G     | 1:54.757 | 0:00.120 | 0:01.516 |
| 8  | 28 | Gerhard Berger         | Ferrari              | G     | 1:55.276 | 0:00.519 | 0:02.035 |
| 9  | 30 | Heinz-Harald Frentzen  | Sauber-Ford          | G     | 1:55.583 | 0:00.307 | 0:02.342 |
| 10 | 14 | Rubens Barrichello     | Jordan-Peugeot       | G     | 1:56.114 | 0:00.531 | 0:02.873 |
| 11 | 2  | Johnny Herbert         | Benetton-Renault     | G     | 1:57.068 | 0:00.954 | 0:03.827 |
| 12 | 9  | Gianni Morbidelli      | Footwork-Hart        | G     | 1:57.092 | 0:00.024 | 0:03.851 |
| 13 | 24 | Luca Badoer            | Minardi-Ford         | G     | 1:57.167 | 0:00.075 | 0:03.926 |
| 14 | 12 | Jos Verstappen         | Simtek-Ford          | G     | 1:57.231 | 0:00.064 | 0:03.990 |
| 15 | 3  | Ukyō Katayama          | Tyrrell-Yamaha       | G     | 1:57.484 | 0:00.253 | 0:04.243 |
| 16 | 23 | Pierluigi Martini      | Minardi-Ford         | G     | 1:58.066 | 0:00.582 | 0:04.825 |
| 17 | 7  | Mark Blundell          | McLaren-Mercedes     | G     | 1:58.660 | 0:00.594 | 0:05.419 |
| 18 | 26 | Olivier Panis          | Ligier-Mugen-Honda   | G     | 1:58.824 | 0:00.164 | 0:05.583 |
| 19 | 25 | Aguri Suzuki           | Ligier-Mugen-Honda   | G     | 1:58.882 | 0:00.058 | 0:05.641 |
| 20 | 11 | Domenico Schiattarella | Simtek-Ford          | G     | 1:59.539 | 0:00.657 | 0:06.298 |
| 21 | 29 | Karl Wendlinger        | Sauber-Ford          | G     | 2:00.751 | 0:01.212 | 0:07.510 |
| 22 | 17 | Andrea Montermini      | Pacific-Ford         | G     | 2:01.763 | 0:01.012 | 0:08.522 |
| 23 | 16 | Bertrand Gachot        | Pacific-Ford         | G     | 2:04.050 | 0:02.287 | 0:10.809 |
| 24 | 22 | Roberto Moreno         | Forti-Ford           | G     | 2:04.481 | 0:00.431 | 0:11.240 |
| 25 | 21 | Pedro Diniz            | Forti-Ford           | G     | 2:05.932 | 0:01.451 | 0:12.691 |
| 26 | 10 | Taki Inoue             | Footwork-Hart        | G     | 2:07.298 | 0:01.366 | 0:14.057 |
| P  | Nr | Kierowca               | Konstruktor(-silnik) | Opony | Czas     | Odstęp   | Strata   |

### Wyścig
| P                 | + / –     | Nr | Kierowca               | Konstruktor        | Opony | Okr. | Czas / Strata | Komentarz              |
| ----------------- | --------- | -- | ---------------------- | ------------------ | ----- | ---- | ------------- | ---------------------- |
| 1                 | 1         | 5  | Damon Hill             | Williams-Renault   | G     | 72   | 1h53:14.532   |                        |
| 2                 | 4         | 27 | Jean Alesi             | Ferrari            | G     | 72   | +0:06.407     |                        |
| 3                 | Bez zmian | 1  | Michael Schumacher     | Benetton-Renault   | G     | 72   | +0:33.376     |                        |
| 4                 | 7         | 2  | Johnny Herbert         | Benetton-Renault   | G     | 71   | +1 okr.       |                        |
| 5                 | 4         | 30 | Heinz-Harald Frentzen  | Sauber-Ford        | G     | 70   | +2 okr.       |                        |
| 6                 | 2         | 28 | Gerhard Berger         | Ferrari            | G     | 70   | +2 okr.       |                        |
| 7                 | 11        | 26 | Olivier Panis          | Ligier-Mugen-Honda | G     | 70   | +2 okr.       |                        |
| 8                 | 7         | 3  | Ukyō Katayama          | Tyrrell-Yamaha     | G     | 69   | +3 okr.       |                        |
| 9                 | 11        | 11 | Domenico Schiattarella | Simtek-Ford        | G     | 68   | +4 okr.       |                        |
| Niesklasyfikowani |           |    |                        |                    |       |      |               |                        |
|                   |           | 21 | Pedro Diniz            | Forti-Ford         | G     | 63   |               | niesklasyfikowany      |
|                   |           | 22 | Roberto Moreno         | Forti-Ford         | G     | 63   |               | niesklasyfikowany      |
|                   |           | 4  | Mika Salo              | Tyrrell-Yamaha     | G     | 48   |               | kolizja z Suzukim      |
|                   |           | 25 | Aguri Suzuki           | Ligier-Mugen-Honda | G     | 47   |               | kolizja z Salo         |
|                   |           | 23 | Pierluigi Martini      | Minardi-Ford       | G     | 44   |               | poślizg                |
|                   |           | 9  | Gianni Morbidelli      | Footwork-Hart      | G     | 43   |               | elektryka              |
|                   |           | 10 | Taki Inoue             | Footwork-Hart      | G     | 40   |               | poślizg                |
|                   |           | 14 | Rubens Barrichello     | Jordan-Peugeot     | G     | 33   |               | ciśnienie oleju        |
|                   |           | 12 | Jos Verstappen         | Simtek-Ford        | G     | 23   |               | skrzynia biegów        |
|                   |           | 6  | David Coulthard        | Williams-Renault   | G     | 16   |               | elektryka              |
|                   |           | 7  | Mark Blundell          | McLaren-Mercedes   | G     | 9    |               | wyciek oleju           |
|                   |           | 15 | Eddie Irvine           | Jordan-Peugeot     | G     | 6    |               | silnik                 |
|                   |           | 17 | Andrea Montermini      | Pacific-Ford       | G     | 1    |               | wypadek                |
|                   |           | 8  | Mika Häkkinen          | McLaren-Mercedes   | G     | 0    |               | kolizja z Irvine'em    |
|                   |           | 29 | Karl Wendlinger        | Sauber-Ford        | G     | 0    |               | kolizja z Gachot       |
|                   |           | 16 | Bertrand Gachot        | Pacific-Ford       | G     | 0    |               | kolizja z Wendlingerem |
|                   |           | 24 | Luca Badoer            | Minardi-Ford       | G     | 0    |               | wypadek                |
| P                 | + / –     | Nr | Kierowca               | Konstruktor        | Opony | Okr. | Czas / Strata | Komentarz              |

### Najszybsze okrążenie
| Nr | Kierowca           | Konstruktor      | Opony | Czas     | Okr. |
| -- | ------------------ | ---------------- | ----- | -------- | ---- |
| 1  | Michael Schumacher | Benetton-Renault | G     | 1:30.522 | 55   |